# Дежановац
Дежановац (хорв. Dežanovac) — община с центром в одноимённом посёлке в центральной части Хорватии, в Беловарско-Билогорской жупании. Население общины 2715 человек (2011), население посёлка — 888 человек. В состав общины кроме административного центра входят ещё 11 деревень.
Большинство населения общины составляют хорваты — 58,86 %. Дежановац, как и весь регион вокруг города Дарувар, имеет значительное чешское население, чехи составляют 23,09 % населения. Сербы насчитывают 11,71 %, венгры — 4,09 %.
Населённые пункты общины находятся в равнинной местности, лежащей между холмами Мославины и Папука. В 10 км к западу расположен город Гарешница, в 10 км к востоку — Дарувар. Через посёлок Дежановац проходит местное шоссе D26 Гарешница — Дарувар, ближайшая ж/д станция в Даруваре.
В средние века на месте посёлка Дежановац стояла крепость св. Духа, разрушенная в ходе турецкого нашествия. Под современным именем поселение впервые упомянуто в 1781 году. В XIX веке в регион шла миграция чехов, поддерживаемая Габсбургами. В 1865 году завершено строительство приходской церкви св. Варфоломея (Бартола).